# Moraxella catarrhalis
De Moraxella catarrhalis is een onbeweeglijke gramnegatieve boonvormige diplokok, behorend tot de familie van de Neisseriaceae. De Moraxella catarrhalis komt alleen voor bij de mens en behoort hierbij tot de commensale flora. Ze komt voor bij 50% van de kinderen, 25% van de bejaarden en hiertussen is ze bij 5% aanwezig. De bacterie is een opportunist en komt dus zelden voor bij mensen die geen onderliggende aandoening of verminderde immuniteit hebben.
De bacterie hecht zich vast aan de slijmvliezen van de bovenste luchtwegen. Ze is aanwezig bij 10-20% van de gevallen van middenoorontsteking en kan ook oorzaak zijn van ontstekingen in de nasofarynx en sinusitis.
Samen met Haemophilus influenzae wordt deze bacterie vaak aangetroffen bij chronische bronchitis. Vaak is dit na een virale infectie of bij chronisch longlijden.
De kiem zal echter pas als pathogeen beschouwd worden wanneer een onderzocht preparaat rijk is aan de bacterie en wanneer hij intracellulair voorkomt.
Bij de behandeling dient een antibiogram ingesteld te worden want de kiem is zeer vaak in het bezit van het enzym beta-lactamase, waardoor hij resistent is tegen penicilline.